# ISO 3166-2:BZ
ISO 3166-2:BZ és el subconjunt per a Belize de l'estàndard ISO 3166-2, publicat per l'Organització Internacional per Estandardització (ISO) que defineix els codis de les principals subdivisions administratives.
Actualment per a Belize l'estàndard ISO 3166-2 està format per 6 districtes.
Cada codi es compon de dues parts, separades per un guió. La primera part és BZ, el codi ISO 3166-1 alfa-2 per a Belize. La segona part són dues o tres lletres.

## Codis actuals
Els noms de les subdivisions estan llistades segons l'ISO 3166-2 publicat per la "ISO 3166 Maintenance Agency" (ISO 3166/MA).
| Codi   | Nom de la subdivisió (ca) |
| ------ | ------------------------- |
| BZ-BZ  | Belize                    |
| BZ-CY  | Cayo                      |
| BZ-CZL | Corozal                   |
| BZ-OW  | Orange Walk               |
| BZ-SC  | Stann Creek               |
| BZ-TOL | Toledo                    |